# Госань (Свентокшиське воєводство)
Госань (пол. Gosań) — село в Польщі, у гміні Стомпоркув Конецького повіту Свентокшиського воєводства.
Населення — 574 особи (2011).
У 1975-1998 роках село належало до Келецького воєводства.

## Демографія
Демографічна структура на день 31 березня 2011 року:
|          | Загалом | Допрацездатний вік | Працездатний вік | Постпрацездатний вік |
| -------- | ------- | ------------------ | ---------------- | -------------------- |
| Чоловіки | 283     | 53                 | 198              | 32                   |
| Жінки    | 291     | 42                 | 165              | 84                   |
| Разом    | 574     | 95                 | 363              | 116                  |